# 奥野正男
奥野 正男（おくの まさお、1931年11月15日 - 2020年6月6日）は、日本の考古学者、古代学者。元筑紫古代文化研究所代表。元東アジアの古代文化を考える会会長。元宮崎公立大学教授。

## 来歴
北海道札幌市出生、美唄市出身。炭鉱で働きながら美唄東高等学校定時制を卒業。三井美唄炭鉱などに勤務の傍ら、リアリズム研究会や日本民主主義文学同盟に所属し、雑誌『現実と文学』『民主文学』などに小説を発表。1965年には小説「地底の炎」で第3回リアリズム文学賞を受賞している。後に古代史に関心を向け、1980年に「邪馬台国九州論―鉄と鏡による検証」で『邪馬台国』創刊1周年記念論文最優秀賞受賞。1981年に「三角縁神獣鏡の研究」で第6回郷土史研究賞特別賞受賞。以後、邪馬台国九州説の立場から、多数の著書を著す。文献資料のみならず、出土品などを徹底的に検証した実証的研究を特色とし、三角縁神獣鏡については、それまでの主流であった魏国製説に対して、古墳時代に日本国内で造られた模造品であるという説を唱えた。
また旧石器捏造事件で、藤村新一一人ではなく、周囲の学者たちの責任をも問うた『神々の汚れた手』で2004年毎日出版文化賞受賞。

## 著書
- 邪馬台国はここだ 鉄と鏡と「倭人伝」からの検証 毎日新聞社 1981 のち徳間文庫
- 考古学から見た邪馬台国の東遷 毎日新聞社 1982
- 邪馬台国の鏡 三角縁神獣鏡の謎を解く 新人物往来社 1982
- 邪馬台国発掘 畿内か北九州か-永年の論争に終止符を打つ! PHP研究所 1983 のち文庫
- 騎馬民族の来た道 朝鮮から河内に至る遺跡・出土品全調査 毎日新聞社 1985
- 騎馬民族と日本古代の謎 大和書房 1987
- 吉野ケ里遺跡の謎 よみがえる邪馬台国 PHP研究所 1989
- 邪馬台国はやっぱりここだった よみがえる女王の都 毎日新聞社 1989
- 邪馬台国は古代大和を征服した JICC出版局 1990
- 卑弥呼 邪馬台国英雄伝 プレジデント社 1991
- 大和王権は広域統一国家ではなかった JICC出版局 1992
- 邪馬台国紀行 海鳥社 1993
- 鉄の古代史 1-3 白水社 1994
- 古代人は太陽に何を祈ったのか 日本人のコスモロジーを探る 大和書房 1995
- 神々の汚れた手 旧石器捏造・誰も書かなかった真相 文化庁・歴博関係学者の責任を告発する 梓書院 2004
- 奥野正男著作集 全5巻 梓書院 2010-2013